# ミドルスクール
ミドルスクール（middle school）は、アメリカ合衆国などの中等教育機関。

## アメリカ合衆国
連邦制のアメリカ合衆国には、日本の文部科学省初等中等教育局のような全国共通の初等・中等教育制度を統括する中央官庁や学習指導要領のような全国共通の教育規準がなく、初等・中等教育は地方自治の範疇とされる。このため各州さらには学区によっても教育課程や学校制度が異なる。
初等教育から中等教育の学校制度には、8-4制、4-4-4制、4-2-2-4制、5-3-4制、6-6制などがあるが、アメリカ合衆国全体では5-3-4制が一般的である。バージニア州の公立学校の場合、Elementary School（小学校）、Middle School（中学校）、High School（高校）の6-2-4制が一般的である。
アメリカ合衆国の前期中等教育には、Middle School（中間学校）やJunior High School（中学校）のほかIntermediate School（中級学校）がある。また中等教育を一貫して行う6年制の中高一貫校（Combined Junior Senior High School）もある。
アメリカ合衆国のミドルスクールは、学年に応じて同じレベルの授業がクラス毎に展開されているわけではなく、個々の生徒が習熟度に合わせた授業を取ることが一般的で、日本の高等学校の総合学科のように、休憩時間ごとに授業教室を移動することも珍しくない。

## アジア地域

### カンボジア
カンボジアの教育制度は、Primary School（小学校）6年、Middle School（中学校）3年、High school（高校）3年の6-3-3制となっている。

### パキスタン
パキスタンの教育制度は、Primary School（小学校）5年、Middle School（中学校）3年、Secondary School（準高等学校）、Higher Secondary School（高等学校）2年の5-3-2-2制となっている。

### ベトナム
ベトナムの教育制度は、Primary School（小学校）5年、Middle School（中学校）4年、High school（高校）3年の5-4-3制となっている。

### ミャンマー
ミャンマーの教育制度は、Primary School（小学校）5年、Middle School（中学校）4年、High school（高校）2年の5-4-2制となっている。

## アフリカ地域

### エジプト
エジプトの教育制度は、Primary School（小学校）6年、Middle School（中学校）3年、High school（高校）3年の6-3-3制となっている。

### ガーナ
ガーナの教育制度は、Primary School（小学校）6年、Middle School（中学校）3年、High school（高校）3年の6-3-3制となっている。

### ギニア
ギニアの教育制度は、Primary School（小学校）6年、Middle School（中学校）4年、High school（高校）3年の6-4-3制となっている。

### ギニア・ビサウ
ギニア・ビサウの教育制度は、Primary School（小学校）6年、Middle School（中学校）4年、High school（高校）3年の6-4-3制となっている。

### ザンビア
ザンビアの教育制度は、Primary School（小学校）7年、Middle School（中学校）2年、High school（高校）3年の7-2-3制となっている。

### トーゴ
トーゴの教育制度は、Primary School（小学校）6年、Middle School（中学校）4年、High school（高校）3年の6-4-3制となっている。

### ニジェール
ニジェールの教育制度は、Primary School（小学校）6年、Middle School（中学校）4年、High school（高校）3年の6-4-3制となっている。

### ブルキナファソ
ブルキナファソの教育制度は、Primary School（小学校）6年、Middle School（中学校）4年、High school（高校）3年の6-4-3制となっている。